# Spizellomyces palustris
Spizellomyces palustris är en svampart som beskrevs av A. Gaertn. ex D.J.S. Barr 1984. Spizellomyces palustris ingår i släktet Spizellomyces och familjen Spizellomycetaceae.   Inga underarter finns listade i Catalogue of Life.